# Marc Ebuci Helva (triumvir)
Marc Ebuci Helva (llatí: Marcus Aebutius Helva) va ser un magistrat romà.
Va exercir diverses magistratures, però només consta la de triumviri coloniae deducendae, que va exercir l'any 442 aC per fundar la colònia llatina d'Ardea decretada pel seu parent el cònsol Pòstum Ebuci Helva Còrnicen.